# Villa Tulumba
Villa Tulumba es una localidad y municipio del centro-norte de la provincia de Córdoba, Argentina, cabecera del departamento Tulumba. Está a 150 km de la Ciudad de Córdoba. 
Cuenta con muy importantes reconocimientos a nivel país por su historia tan antigua; como la declaración de Pueblo Auténtico el 3 de noviembre del año 2017 y posteriormente el reconocimiento de Poblado Histórico Nacional el día 6 de junio del año 2022.

## Historia
La provincia estaba habitada al este y al norte por el pueblo originario de los sanavirones. Los sanavirones del río Dulce cubrían la provincia de Santiago del Estero, llegando hasta Quilino, con un gran desarrollo agrícola con decenas de pueblos, canales de riego: “chimampa” e “ibramampa”.
Eran de piel más oscura que los comechingones. Construían sus viviendas con cuatro horcones, por palos cubiertos con ramas y pajas como techo, las paredes con tierra apisonada o adobes crudos. Su economía era de agricultura: maíz y porotos, y recolectaban algarroba y chañar y criaban llamas. Sus armas eran el arco y la flecha con punta de piedra y hueso, las boleadoras y la maza. Había otros pueblos, como los Caminiagas, Agampis, Machas, Mogas y Guacias. Se regían por vivir en pequeños poblados, en grupos de familia con un cacique, y cultivaban la tierra en común. Eran buenos alfareros y distinguían sus objetos y vasijas con un color negro lustroso, que evidenciaba la influencia recibida de alfareros del NOA. Molían cereales en morteros de piedra. Hablaban sanavirona y numerosos dialectos. En cuanto a religión, practicaban ritos religioso-mágico. Vestían camiseta de lana, con guardas. Y como abrigo un poncho tejido; usaban el cuero en la vestimenta y en la vivienda.
Han dejado las pictografías del Cerro Colorado. En uno de los cerros, el Intihuasi (Casa del Sol), tenían sus centros religiosos, donde adoraban al dios incaico del Sol. Sus pictografías le han dado fama mundial a la región, proyectándose que el cerro Colorado sea declarado Patrimonio de la Humanidad por la UNESCO.
Los primeros europeos que llegaron a la zona fueron de la península ibérica, más específicamente del antiguo pueblo de Lusitania actual Portugal. A finales del siglo XIX y principios del siglo XX empezaron a llegar familias de distintas partes de Europa  y del Levante Mediterráneo, principalmente de Francia y España, también recibió familias de Siria, Líbano y  Turquía pero en menor medida, toda esta información está expresada en el paseo de los Inmigrantes ubicado en la localidad, muy cerca del emblemático edificio de la policía. 

### Los conquistadores
Los primeros pobladores de Tulumba fueron españoles y mestizos, arribados al valle de Tulumba a inicios del siglo XVII y se asentaron construyendo soles (casas con estilo virreinal y hechas principalmente de adobe). 

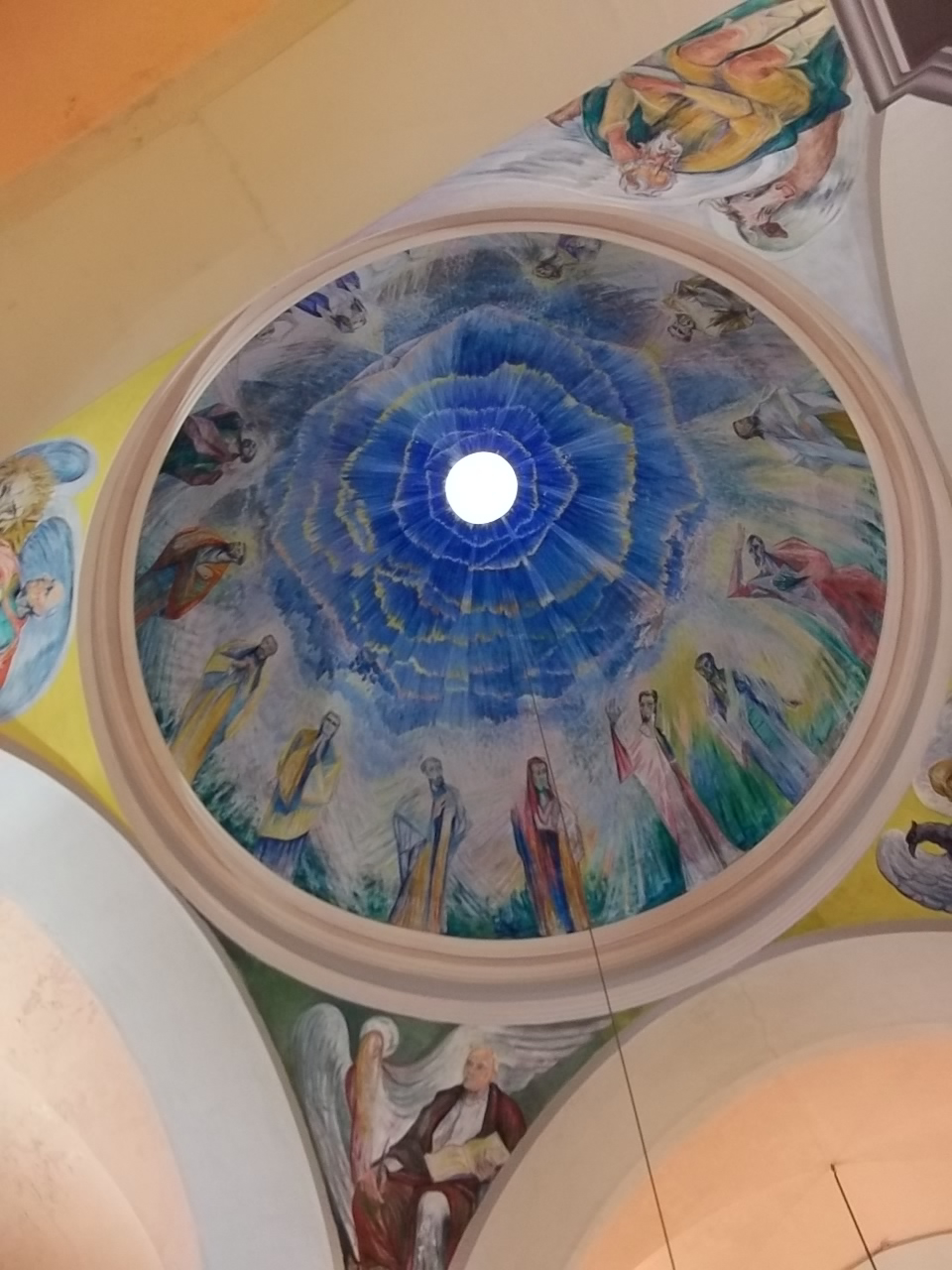
Interior y cúpula de la catedral de Tulumba, pintadas por Martín Santiago.

La Villa de Tulumba tiene sus orígenes, como  pueblos del norte cordobés, en estancias concedidas como merced a los primeros conquistadores europeos. Es uno de los pueblos más antiguos de Córdoba. Sin embargo, el pueblo no se genera a través de un acta fundacional sino se va conformando en la Merced de 1585 al Escribano Juan Nieto de las tierras de Chipitín (actual San José de la Dormida), vecina a la merced de Francisco Blásquez, donde quedaría Villa de Tulumba.
Las primeras tierras vecinas fueron las de La Merced Chipitin, aún con su histórico nombre indígena Chipitin (“pueblo del río”). Se encuentran a 6 km al oeste de San José de la Dormida, sobre la Ruta 16, que la une con la Villa de Tulumba.
En 1803 el rey Carlos IV declara a la localidad Villa Real del Valle de Tulumba.

### La familia Ataide
Fueron los primeros pobladores europeos de origen no español en asentarse en el Valle de Tulumba. Los Ataide eran portugueses que llegaron al pueblo a finales del siglo XVIII. 
Hasta entonces la población de Tulumba, que ya era un pueblo largamente centenario a la llegada de los Ataide, estaba habitado exclusivamente por la sangre fundacional, representada en criollos, mestizos, indígenas y españoles.

## Hitos histórico-turísticos
Iglesia parroquial de Tulumba, denominada la Catedral del Norte, es el corazón histórico del norte cordobés y fue centro de irradiación misionera y cultura. Por iniciativa a fines del siglo XVIII, de Rafael Núñez, marqués de Sobremonte, por entonces gobernador Intendente de Córdoba, solicitando que la población fuera elevada a la categoría de villa real, el 3 de octubre de 1803, el rey Carlos IV le otorgó por real cédula el título de Villa del Valle de Tulumba.
Fray Mamerto Esquiú, obispo de Córdoba, colocó la piedra basal del monumental templo de la villa, llamado la Catedral del Norte, verdadero orgullo para la población. Su construcción duró diez años, entre 1882 y 1892, siendo impulsada por párrocos emprendedores, como los sacerdotes José Víctor Alcorta, Evaristo López de Arcante y Andrés García Colmena, llevándose a cabo con la ayuda de toda la feligresía del curato.
El templo ahora es conocido como Santuario Mariano Diocesano Nuestra Señora del Rosario porque en su interior se venera la antigua imagen, llegada a Córdoba en 1592, de la patrona de Villa Tulumba: la Virgen del Rosario. También se destaca dentro del templo, el antiguo tabernáculo, de estilo barroco, tallado en madera de cedro dorada, por integrantes de los pueblos originarios de las misiones del Guayrá para la Compañía de Jesús de Córdoba. En 1767, al ser expulsados de estas tierras los jesuitas, ese tabernáculo pasó a la iglesia catedral de la ciudad de Córdoba. En 1805, cuando se lo reemplazó por un tabernáculo de plata, el original de madera fue llevado a la iglesia de Tulumba en reconocimiento por la contribución de sus pobladores de ese metal para el nuevo

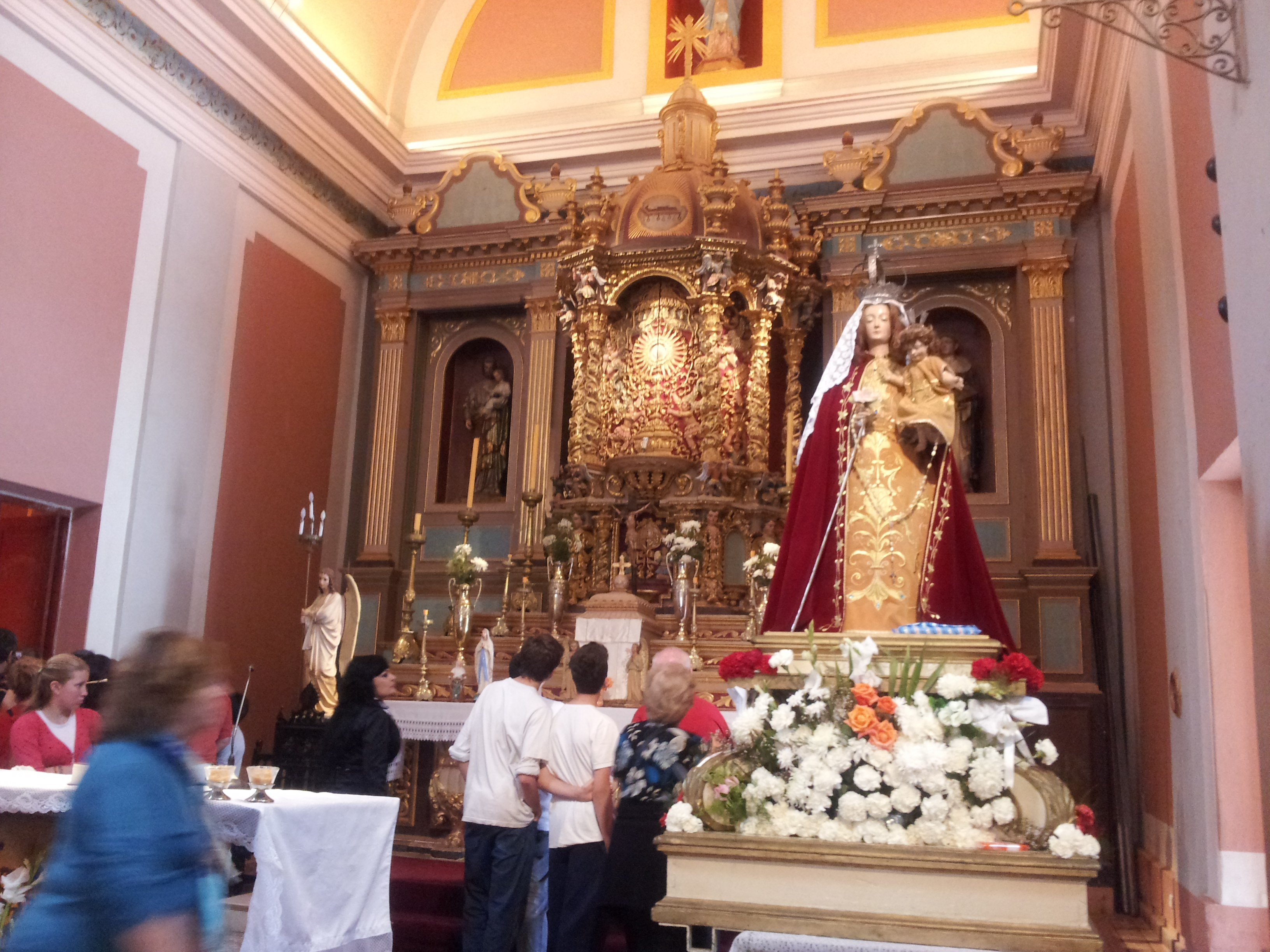
Dentro del templo, la Virgen del Rosario, junto al altar con el antiguo tabernáculo barroco, tallado en madera de cedro dorada, por artesanos indígenas.

En la antesacristía, se conserva un Cristo articulado con cabeza de curiosos rasgos mestizos y factura rústica, datado en 1799. Además, debe resaltarse que el párroco de Tulumba, José María Dávila, encargó al pintor Martín Santiago que pintara la cúpula e interiores de la iglesia con la representación de la Virgen y los doce Apóstoles.
Cada año, el segundo domingo de octubre, se festejan con gran concurrencia de feligreses y público, las fiestas patronales de Nuestra Señora del Rosario.
Al lado del santuario puede observarse los restos de la antigua capilla del siglo XVII. Posteriormente, puede visitarse el contiguo centro de interpretación del Camino Real, dependiente del gobierno de la provincia de Córdoba, que funciona en el solar histórico restaurado de una antigua casona, que perteneciera a la familia del Padre Hernán Benítez (1907-1996), jesuita muy reconocido por sus conocimientos de teología y ciencias sociales, de una vasta cultura, que fue consejero espiritual y confesor de María Eva Duarte de Perón, y director espiritual de su fundación de ayuda social.
A corta distancia, caminando unas cuadras puede admirarse la belleza del estilo colonial conservado en sus viejas casonas y calles empedradas, entre las que se destaca la histórica casona de la familia de origen irlandés Reynafé, entre cuyos integrantes hubo un gobernador de Córdoba, José Vicente Reynafé. A fines de siglo XIX, se establecieron algunos inmigrantes de origen libanés y francés.

## Geografía

### Población
Cuenta con 1585 habitantes (Indec, 2022), lo que representa un incremento del 6,5% frente a los 1474 habitantes (Indec, 2010) del censo anterior.
| Gráfica de evolución demográfica de Villa Tulumba entre 1991 y 2022 |
|                                                                     |
| Fuente: censos nacionales del INDEC                                 |

### Fisiogeografía
El norte cordobés, 250 km a la altura del Departamento Tulumba, tiene tres ámbitos geográficos:
- depresión de Mar Chiquita y Río Dulce, al este;
- depresión de las Salinas Grandes (a tal depresión del relieve  se suman las de las Salinas de Ambargasta), al oeste;
- cordones orientales de la Sierras Chicas que, sorteando el Valle de Dean Funes y Sarmiento, se continúan en las sierras de Ambargasta y, en el límite con Santiago del Estero, con las de Sumanpa que cubren el centro oeste del Departamento de Tulumba.

### Flora
Flora representada por: bosque chaqueño empobrecido, vegetación de leñosas como: algarrobo blanco (Prosopis alba) y negro (Prosopis nigra), quebracho blanco, mistol, itín, tintinaco, tala, árbol brea, garabato, sombra de toro, piquillín, "coco", etc.
En la zona este por la deforestación hay grave problema de desertificación. El bosque original, en general, ha sido degradado por la extracción de madera de interés comercial o para la práctica de la agricultura.
Entre los 700 y 100 m s. n. m. —entre Tulumba y San Pedro Norte— se extienden grandes palmares, puros o alternados con pastizales manejados con fuego. La palma Trithrinax campestris (llamada en la provincia argentina de Córdoba "coco" aunque no sea cocotera), se utiliza industrialmente para la fabricación de cepillos y "suela" de alpargatas. Desde los años 1990 esta industria está paralizada, siendo de utilidad para los artesanos de la zona que utilizan sus hojas para la producción de cestería en palma.

### Fauna
La fauna mayor, mediana y menor autóctona ha sido casi totalmente extinguida por el ser humano a lo largo del siglo XX; ya antes del siglo XX había sido exterminado el "tigre" (yaguar), luego le siguieron el puma, los pecaríes o "chanchos de monte", las corzuelas, el "lobo de crin" (aguará guazú), diversas especies de zorros etc.

#### Especies autóctonas superstites
- Aves: palomas, hornero, tordo, cotorra, cardenales como la Paroaria coronata, perdices (Tinamidae), lechuzas, pájaro carpintero, catita, jilguero, reina mora, pirincho o urracas americanas, golondrina, chingolo, calandria, tero, carancho, aguilucho, jote, crespín, benteveo.
- Reptiles: víbora yarará, cascabel, boa lampalagua, iguana, lagarto overo, lagartijas, tortuga.
- Anfibios: ranas, sapos, escuerzo.
- Mamíferos: (cada vez con mayor riesgo de extinción) comadrejas y cuises.

Existen disposiciones legales para proteger las especies de la fauna autóctona (algunas de ellas son consideradas plagas y por lo tanto son controladas). No obstante, la caza furtiva -con fines deportivos o comerciales- ha significado la extinción de algunas especies o puesto en riesgo la existencia de otras, aún aquellas cuya caza está permitida por considerarlas una amenaza para los cultivos.

## Parroquias de la Iglesia católica en Villa Tulumba
| Prelatura Territorial | Deán Funes                           |
| --------------------- | ------------------------------------ |
| Parroquia             | Nuestra Señora del Rosario del Valle |